# ウィリアム・ダラント
ウィリアム・ジェイムズ・ダラント（英: William James Durant、[dəˈrænt]、通称ウィル・ダラント、通用される日本語表記ではウィル・デュラント、ウィル・デューラント、1885年11月5日 -  1981年11月7日）は、アメリカ合衆国マサチューセッツ州出身の著作家、歴史家、哲学者である。妻のアリエル・ダラントと共同で著し、1935年から1975年に出版した11巻本、『文明の話』でよく知られている。それ以前の1924年に出版した『哲学の話』でも知られており、「哲学を大衆化することに貢献した画期的な作品」だと言われた。
ダラントは哲学について全体像の感知、すなわち物事を「sub specie totius」（全的相の下に）見るものと考えた。これはバールーフ・デ・スピノザの「sub specie aeternitatis」（永遠の相の下に）という成句にヒントを得たものだった。ダラントは歴史に関する知識の大きな実態を統一し人格化することを求めた。それは膨大な量に成長しており、深遠な専門分野に細分化されていたので、それを時代に合わせるために活性化させようとした。
ダラント夫妻は1968年にピューリッツァー賞 一般ノンフィクション部門で受賞し、1977年には大統領自由勲章を贈られた。

## 初期の経歴
ダラントは1885年11月5日に、マサチューセッツ州ノースアダムズで、フランス系カナダ人のカトリック教徒の家に生まれた。父はジョセフ・ダラント、母はメアリー・アラードであり、カナダのケベック州からアメリカ合衆国に大挙移住してきた民に属していた。
1900年、ダラントは、ニュージャージー州ジャージーシティのセントピーターズ準備学校、後のセントピーターズ・カレッジでイエズス会の教育を受けた。歴史家のジョーン・ルービンはこの時期について、「いくらか若者らしい浮かれがあったものの、母が彼にそうあって欲しいと願ったことを実現すると約束できる職業、すなわち聖職者について準備を始めていた。その方法で進み始めるにあたって、イェール大学やコロンビア大学の上流階級の修行からは遠く離れ、自身の環境の中で相当する文化的な権限を提供したと論じられるかもしれない」と記している。
1905年、ダラントは社会主義哲学での実験を始めたが、第一次世界大戦後、「権力への欲望」があらゆる形態の政治挙動の下にあると認識するようになった。しかし、戦前であっても、「彼の感受性の別の側面が、自分の急進的な傾向と競合した」とルービンは記している。ルービンは「それらの中で最も具体的なものは哲学に向けたた執拗な指向だった」と付け加えた。スピノザに傾注したそのエネルギーにより、バクーニンにはほとんど興味を示さなかった。この時代から「彼の自我のモデルを保持することは、『貴方自身である』ことを差し止めるアナーキストに同調できなくした鍛錬に基礎を置いていた。」と記している。ダラントは、「人の慎重な自己であることは、『我々の熱情の奴隷になる』衝動の『上に行く』ことを意味し、『勇気ある傾倒』の代わりに同義的な大義で行動することを意味している」と説明していた。
ダラントは1907年に卒業した。アーサー・ブリスベーンの「ニューヨーク・イブニング・ジャーナル」で、週給10ドルで記者を務めた。この「イブニング・ジャーナル」では性犯罪に関する記事を幾つか書いた。1907年ニュージャージー州サウスオレンジのシートン・ホール大学でラテン語、フランス語、英語と幾何学の教師を始めた。

## 教師としての経歴

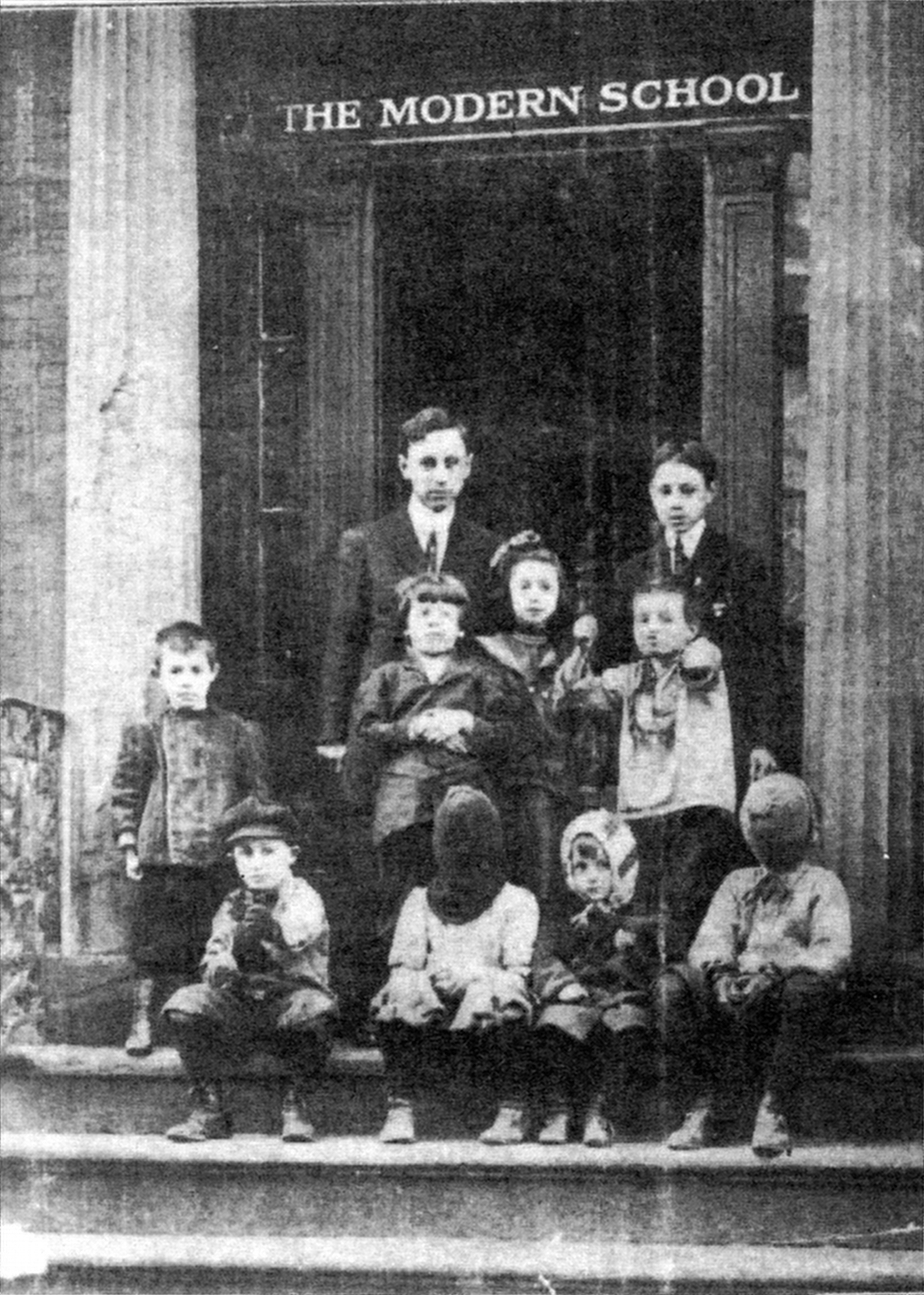
ニューヨーク市のモダン・スクール、1911年または1912年、ダラントが生徒と共に立っている。この写真は雑誌「モダン・スクール」の表紙に使われた

1911年、ダラントは大学を離れた。労働者階級の子弟を教育するための先進的な学校であるフェラー・モダン・スクールの校長になった。そこでは教師も兼ねていた。この学校の支持者であるアルデン・フリーマンがダラントのヨーロッパ旅行を後押ししてくれた。モダン・スクールでは、15歳の生徒チャヤ・（アイダ）・カウフマンと恋に落ちて結婚した。彼女は後にアリエルというニックネームで呼ばれた。この夫妻には娘のエセルが生まれ、また息子のルイスを養子にした。
1914年までに、「人間の悪徳の暗示」を拒否するようになっていたと、ルービンが記しており、「急激な社会変化からは身を退く」ようになっていた。ルービンは彼の哲学におけるこれらの変化を次のように要約していた。
人間の進歩をプロレタリアートの隆盛に結びつける代わりに、幼い子供の笑い声から避けられない結果にするか、かれの両親の結婚の忍耐にするかだった。後にアリエル・ダラントが要約したように、彼の30代半ばまでに、彼の人生の残りで精神的な化学を支配した感傷的で理想化する愛の混ざり合い、哲学、キリスト教、および社会主義を混ぜ合わせていた。

これらの属性は最終的に、急進主義を代用の信仰とすることから、また若いアナーキストを代替的職業として教えることから遠ざけることになった。その代りに、1913年遅くに別の追求を始めた。文化の普及ということだった。
1913年、ダラントは教師の職を辞した。暮らしを建てるために、長老派教会で5ドルないし10ドルの料金で講義を始めた。この講義の材料が『文明の話』の出発点になった。

## 著作活動
1917年、ダラントはコロンビア大学で哲学の博士課程に進みながら、最初の著作である『哲学と特別問題』を執筆した。哲学は社会の現実にある問題を避けていたので十分成長してこなかったという概念を論じた。同年、コロンビア大学から博士号を取得した。同大で講師も務めていた。

### 『哲学の話』
『哲学の話』は「リトル・ブルー・ブックス」シリーズ（労働者を対象にした教育パンフレット）として始まり、人気が出たので、1926年にハードカバーとしてサイモン & シャスターが再度出版してベストセラーとなり、それでダラントは財政的に独立を果たせたので、世界を数回旅し、『文明の話』を書くために数十年間を費やす余裕ができた。教師の仕事を辞め、11巻本となった『文明の話』の執筆を始めた。1940年代初期にはほぼ10年間近くをかけて人権に関する『相互依存の宣言』の原稿を書いた。これは「ブラウン対教育委員会事件」の判決が出て、アメリカの公民権運動に火がつけられる前のことだった。この『宣言』は1945年10月1日に連邦議会議事録に掲載された。

### 『文明の話』
ダラント夫妻は彼らの言う「一体の歴史」を創るために『文明の話』を通じて骨を折った。歴史の「特殊化」に対する極におき、「専門家の信仰」と言われてきたものを前もって拒否した。その目的は文明の「伝記」を書くことであり、この場合、通常の戦争、政治、偉大さや悪事の伝記ばかりでなく、文化、芸術、哲学、宗教、さらにはマスコミの興隆までを含む西洋文明を論じた。『文明の話』の大半は、それが検討した2,500年間の毎日の人々の生活状態を検討している。その証言には臆面も無く道徳的な枠組みも持ち出しており、「弱者に対する強者の支配、単純な者に対する賢者の支配」の反復を常に強調している。『文明の話』は最も成功した史料編纂シリーズである。このシリーズはサイモン & シャスターを出版社としてひとかどの会社にしたと言われてきた。全11巻本の省略しないオーディオブックがブックス・オン・テープ Inc. によって制作され、アレクサンダー・アダムズ（別名グロバー・ガードナー）が読み上げた。
『文明の話』はその文体のすばらしさ、さらにダラントが称賛したローマとルネサンスの作家の多くの格言を含んでいることでも注目に値する。「ルネサンス」の章（137ページ）でサンドロ・ボッティチェッリの性格におけるある種矛盾性を論じ、「我々の全てと同様、疑いも無く彼は多くの人物であり、その時の状況に応じて自分をある者に、またある者に転じており、本当の自分は世界から驚くべき秘密を保っている。」と記している。
『文明の話』の第10巻、『ルソーと革命』（1967年）についてはピューリッツァー賞の文学部門を受賞した。1977年、アメリカ合衆国政府から市民に与えられる最高の栄誉の1つ、大統領自由勲章をジェラルド・フォード大統領から贈られた。
『文明の話』の第1巻は『我々の東洋の遺産』（1935年）であり、さらに導入部と3巻に分かれている。導入部は読者の文明の異なる側面（経済、政治、道徳、心理）に連れて行く。第1書は中東（シュメール、エジプト、バビロニア、アッシリア、ユダヤとペルシア）の文明を扱った、第2書は「インドとその近隣」を扱った。第3書は極東まで移動し、中国文明が繁栄し、日本史が世界の政治地図で居場所を見い出している。

### その他の作品
1944年4月8日、ダラントはユダヤ教指導者マイアー・デイビッドとキリスト教指導者クリスチャン・リチャード博士から、道徳的水準を上げるための運動」を始めることについて相談を受けた。ダラントはそれではなく、人種差別に対する運動を始めることを示唆し、『相互依存の宣言』のための概念を説明した。その宣言のための運動、デクラレーション・オブ・インターディペンデンス Inc. は、1945年3月22日にハリウッド・ルーズベルト・ホテルでの祝賀会で立ち上げられ、トーマス・マンやベティ・デイヴィスを含む400人以上が出席した。この宣言は1945年10月1日に、エリス・E・パターソンによって連邦議会議事録に掲載された。
ダラントはその経歴を通じて何度か講演を行った。その中には1948年4月21日、イランのテヘランでイラン・アメリカ協会の場での講演として行われた「文明の歴史におけるペルシア」もあった。これは「アジア研究所公報」（元はペルシアのためのアジア研究所公報」、その後「イランの芸術と考古学）第7巻第2書に含めることが意図されたが、結局出版されなかった。その後に『ルソーと革命』が続き、『歴史の教訓』という薄い観察録が出たが、これらはシリーズの梗概であり、分析でもあった。
アリエルとウィリアムのダラント夫妻は『文明の話』を20世紀まで続ける意図があったが、単純に時間不足のために10巻目が最後になると予測していた。しかし1975年に11巻目で最後の『ナポレオンの時代』を出版するところまで行った。さらに12巻目として『ダーウィンの時代』のメモ、13巻目『アインシュタインの時代』の概要も残しており、それで1945年までが含められる予定だった。
ダラントの作品で近年に死後出版されたものもある。『全時代の最大の心と概念』（2002年）、『歴史の英雄: 古代から現代の夜明けまで文明の簡潔な歴史』（2001年）、『落ちた葉』（2014年）の3冊である。

#### 晩年
ダラント夫妻は学術書と同じくらいラブストーリーでも注目され、それを『二重の自叙伝』に残している。ウィリアムが病院に入った後はエリアルが喫食を止めた。ウィリアムはエリアルが死んだと聞いた後に自身も死んだ。1981年10月25日と11月7日であり、2週間しか違わなかった。その娘、エセルと孫は病気で弱っているウィリアムにエリアルの死を知らせないようにしていたが、ウィリアムは夕刊の記事でそれを知り、96歳で死んだ。ロサンゼルス市のウェストウッドビレッジ記念公園墓地で、妻の隣に埋葬された。

### ロシアに関する著作
1933年、ダラントは『ロシアの悲劇: 短期間の訪問の印象』を出版し、それからすぐに『ロシアの教訓』も出版した。それから数年後、社会評論家のウィル・ロジャースがこれらを読んで、ダラントも寄稿家の1人であり、ロジャースが出席したシンポジウムについて報告していた。ロジャースは後に「ダラントはロシアに関する我々の最良の著作家である。そこに居た最も恐れを知らぬ書き手である。彼はそれがどのようなものであるかを伝える。かれは力強く素晴らしい話をする。最も興味ある講義の1つを聞けた。素晴らしい仲間だ」と記していた。

## 遺産
ウィリアム・ダラントは、平等な賃金、女性の参政権、アメリカの労働力にとって公正な労働条件のために戦った。多くの話題について著述しただけでなく、そのアイディアを実行に移した。普通の人に哲学を持ち込もうとしたと広く言われてきた。『哲学の話』、『哲学の邸宅』を著し、妻のアリエルとの共著で『文明の話』を書いた。また雑誌の記事も書いていた。
人類の見解について理解を高めようと努め、他人の欠点やわがままを許そうとした。現在ヨーロッパ中心主義と呼ばれるものの快適な偏狭さを、『東洋の遺産』の中でヨーロッパは「アジアの目障りな突起部」に過ぎないと指摘することで、たしなめた。「ギリシャに始まり、アジアを一行で要約する我々の伝統的な歴史の田舎臭さ」について苦情を言っていた。「認識と知性の恐らくは致命的な誤り」を示したと言っていた。

### 文明の衰退と再建について
哲学者、歴史学者のオスヴァルト・シュペングラーと同様に、文明の衰退を、宗教とセクト的知性主義の闘争が積み上げられたものと見ており、慣習と道徳の不安定な制度を転倒させていた。
宗教と社会の間のある緊張感があらゆる文明の高い位置にある。宗教は嫌な目を見て混乱させられた人々にとって魔法の助けを提供することで始まっている。政治家や芸術にとって都合よく見える道徳と信念の統合を人々に与えることで、高まっている。過去の敗れた側で自殺的に戦うことで終わっている。知識が成長するか連続的に変わる中で、神話や神学と衝突し、幾何的なくつろぎで変化する。聖職者が芸術を支配し、文書が苛立たせる足かせあるいは憎むべき障害として感じられ、知性の歴史が「科学と宗教の間の摩擦」という性格をとる。最初の神学者の手にあった制度が、法や罰、教育と道徳、結婚と離婚と同様に、教会の支配から脱し、セクト的になり、恐らくは冒涜となる。知的階級は古代の神学を放棄し、幾らかの躊躇い後に、それに道徳律が和する。文学と哲学は教権に反対するものとなる。解放の運動は理性の熱狂的な崇拝に高まり、快楽主義の混乱に陥る。人生自体は慰めるような信仰を奪われ、意識的な貧窮と疲れた富に似た重荷となる。結局、社会とその宗教は、肉体と魂と同様に共に落ちていき協調的な死に至る。一方で抑圧された中で別の神話が生まれ、人間の希望に新しい形態を与え、人間の努力に新しい勇気を与え、数世紀の混沌の後に、別の文明を築き上げる。
ダラントの死後20年以上経って、ダラントの「偉大な文明はそれ自体の内部で自壊するまでは征服されない」という言葉が2006年のメル・ギブソンが監督た映画『アポカリプト』のオープニングに使われた。

### 宗教と変革について
1927年の論文で、宗教とダーウィン主義の調和についての考察を記していた。その論文の梗概は次のようだった。
聖書の創世記と進化論との調和について、それができているとは思わない。どうしてそうあるべきかもわからない。創世記の話は美しく、象徴主義として大いに意義がある。現代の理論と合わせようといじめるには、良い理由が見当たらない

### 歴史と聖書について
『我々の東洋の遺産』の中で、ダラントは次のように記している。
ここに見られるものは、ユダヤの初期の歴史を記録した創世記の各章にかなりの典拠をおくものである。その概要の中で、超自然的出来事が無ければ、旧約聖書に収められたユダヤの話は、批判と考古学の試験を受けてきた。毎年、文書、記念碑、あるいは発掘から裏付け証拠が付け加えられている。我々は聖書の証言が誤りであると証明されるまで、暫定的に認めなければならない。

## 選集
ウィリアム・ダラントの著作に関しては、ウェブサイトに全て掲載されている。
- Durant, Will (1917) Philosophy and the Social Problem. New York: Macmillan.
- Durant, Will (1926) The Story of Philosophy. New York: Simon and Schuster.
- Durant, Will (1927) Transition. New York: Simon and Schuster.
- Durant, Will (1929) The Mansions of Philosophy. New York: Simon and Schuster. Later with slight revisions re-published as The Pleasures of Philosophy
- Durant, Will (1930) The Case for India. New York: Simon and Schuster.
- Durant, Will (1931) A Program for America: New York: Simon and Schuster
- Durant, Will (1931) Adventures in Genius. New York: Simon and Schuster.
- Durant, Will (1931) Great Men of Literature, taken from Adventures in Genius. New York: Garden City Publishing Co.
- Durant, Will (1933) The Tragedy of Russia: Impressions From a Brief Visit. New York: Simon and Schuster.
- Durant, Will (1936) The Foundations of Civilisation. New York: Simon and Schuster.
- Durant, Will (1953) The Pleasures of Philosophy. New York: Simon and Schuster.
- Durant, Will & Durant, Ariel (1968) The Lessons of History. New York: Simon and Schuster.
- Durant, Will & Durant, Ariel (1970) Interpretations of Life. New York: Simon and Schuster.
- Durant, Will & Durant, Ariel (1977) A Dual Autobiography. New York: Simon and Schuster.
- Durant, Will (2001) Heroes of History: A Brief History of Civilization from Ancient Times to the Dawn of the Modern Age. New York: Simon and Schuster. Actually copyrighted by John Little and the Estate of Will Durant.
- Durant, Will (2002) The Greatest Minds and Ideas of All Time. New York: Simon & Schuster.
- Durant, Will (2003) An Invitation to Philosophy: Essays and Talks on the Love of Wisdom. Promethean Press.
- Durant, Will (2008) Adventures in Philosophy. Promethean Press.
- Durant, Will (2014) Fallen Leaves. Simon and Schuster

### 『文明の話』
- Durant, Will (1935) Our Oriental Heritage. New York: Simon & Schuster.
- Durant, Will (1939) The Life of Greece. New York: Simon & Schuster.
- Durant, Will (1944) Caesar and Christ. New York: Simon & Schuster.
- Durant, Will (1950) The Age of Faith. New York: Simon & Schuster.
- Durant, Will (1953) The Renaissance. New York: Simon & Schuster.
- Durant, Will (1957) The Reformation. New York: Simon & Schuster.
- Durant, Will, & Durant, Ariel (1961) The Age of Reason Begins. New York: Simon & Schuster.
- Durant, Will, & Durant, Ariel (1963) The Age of Louis XIV. New York: Simon & Schuster.
- Durant, Will, & Durant, Ariel (1965) The Age of Voltaire. New York: Simon & Schuster.
- Durant, Will, & Durant, Ariel (1967) Rousseau and Revolution. New York: Simon & Schuster.
- Durant, Will, & Durant, Ariel (1975) The Age of Napoleon. New York: Simon & Schuster.

## 関連事項
1997年、イギリスの音楽バンドジャミロクワイのミュージックビデオ「ハイ・タイムズ」内で、同バンドの共同作詞作曲者であるトビー・スミスがダラントの「哲学の話」を愛読している映像が差し込まれた。

## 原註
1. ↑   Other sources say it was in 1949[8]